# Petramithrax
Petramithrax is een geslacht van kreeftachtigen uit de klasse van de Malacostraca (hogere kreeftachtigen).

## Soort
- Petramithrax pygmaeus (Bell, 1836)